# IATE
IATE (англ. Inter-Active Terminology for Europe — букв. «интерактивная терминология для Европы») — многоязычная база данных терминов, используемых в документах Европейского союза. Проект запущен в 1999 году для предоставления единого доступа ко всем ресурсам по терминологии Евросоюза с целью упрощения доступа к информации, а также обеспечения стандартизации среди органов ЕС. Летом 2004-го база данных начала использоваться в институтах и агентствах ЕС. Тестирование общедоступного интерфейса началось в начале 2007-го, 28 июня 2007 года он был официально открыт для свободного доступа.